# 古巴彩龟
古巴彩龜（學名：Trachemys decussata）是彩龜屬下的一種龜。 生活在古巴，後來也被引進到大開曼島、開曼布拉克島以及玛丽-加兰特岛上。